# Fontaneto d'Agogna
Fontaneto d'Agogna é uma comuna italiana da região do Piemonte, província de Novara, com cerca de 2.549 habitantes. Estende-se por uma área de 21 km², tendo uma densidade populacional de 121 hab/km². Faz fronteira com Borgomanero, Cavaglietto, Cavaglio d'Agogna, Cavallirio, Cressa, Cureggio, Ghemme, Romagnano Sesia, Suno.

## Demografia
| Variação demográfica do município entre 1861 e 2011                               |
|                                                                                   |
| Fonte: Istituto Nazionale di Statistica (ISTAT) - Elaboração gráfica da Wikipedia |